# Стандартный
Стандартный — посёлок в Среднеахтубинском районе Волгоградской области. Входит в состав Красного сельского поселения.

## География
Находится Стандартный возле р. Ахтуба.
Уличная сеть
- ул. Бригадная, ул. Озерная, ул. Совхозная, ул. Урицкого, ул. Центральная

Географическое положение
Расстояние до:
районного центра Средняя Ахтуба: 5 км.
областного центра Волгоград: 32 км.
Ближайшие населённые пункты
Заяр 2 км, Средняя Ахтуба 5 км, Калинина 5 км, Красный Сад 6 км, Заплавное 6 км, Куйбышев 8 км, Первомайский 8 км, Восьмое Марта 8 км, Рыбак 9 км, Ясная Поляна 9 км, Максима Горького 9 км, Колхозная Ахтуба 10 км, Кочетково 10 км, Звездный 10 км, Каширин 11 км, Киляковка 11 км, Суходол 11 км, Шумроватый 12 км, Стахановец 13 км, Волжский 13 км, Рабочий 13 км

## Население
| 2010 |
| ---- |
| 229  |

## Транспорт
Находится у региональной дороги 18Р-1 Волгоград — Астрахань